# Some Like It Hot (album)
Pour les articles homonymes, voir Some Like It Hot.
Some Like It Hot est un album de jazz West Coast du guitariste Barney Kessel. 

## Enregistrement
L'album est inspiré du film Some Like It Hot (Certains l'aiment chaud) de Billy Wilder. Barney Kessel et Shelly Manne font partie des musiciens qui enregistrent la bande-son du film, constituée de standards américains des années 1910 à 1930. Matty Malneck, directeur musical du film suggère à Kessel d'enregistrer un album de jazz autour de ces titres. Malneck est par ailleurs un des co-auteurs de trois des titres de l'album, Some Like It Hot, Stairway to the Stars, et I'm Thru With Love.
Kessel joue l'un des titres à la guitare basse et on peut entendre Art Pepper jouer de la clarinette sur deux morceaux.

### Musiciens
Les sessions sont enregistrées par deux groupes qui sont composés de:
- 30 et 31 mars 1959 : Art Pepper (ts, as, cl), Joe Gordon (tp), Jimmy Rowles (p), Barney Kessel (g), Jack Marshall (rg), Monty Budwig (b), Shelly Manne (d).
- 3 avril 1959 : Barney Kessel (g), Monty Budwig (b).

### Dates et lieux
- 1, 2, 4, 5, 6, 7, 8, 10 : Los Angeles, Californie, 30 mars 1959 et 31 mars 1959
- 3, 9 : Los Angeles, Californie, 3 avril 1959

## Titres
| N°     | Titre                           | Compositeur                                        | Durée |
| ------ | ------------------------------- | -------------------------------------------------- | ----- |
| Face 1 |                                 |                                                    |       |
| 1.     | Some like it Hot                | Matt Malneck, I. A. L. Diamond                     | 4:20  |
| 2.     | I Wanna Be Loved By You         | Herbert Stothart, Harry Ruby, Bert Kalmar          | 3:39  |
| 3.     | Stairway to the Stars           | Mitchell Parish, Matt Malneck, Frank Signorelli    | 3:17  |
| 4.     | Sweet Sue                       | Victor Young, Will J. Harris                       | 4:46  |
| 5.     | Runnin' Wild                    | Joe Grey, Leo Wood, A. Harrington Gibbs            | 3:20  |
|        |                                 |                                                    |       |
| Face 2 |                                 |                                                    |       |
| 6.     | Sweet Georgia Brown             | Ben Bernie, Maceo Pinkard, Kenneth Casey           | 3:41  |
| 7.     | Down Among the Sheltering Palms | James Brockman, Abe Olman                          | 4:05  |
| 8.     | Sugar Blues                     | Edgar M. Sampson, Lucy Fletcher, Clarence Williams | 3:26  |
| 9.     | I'm Thru With Love              | Gus Kahn, Matt Malneck, Fud Livingston             | 3:14  |
| 10.    | By the Beautiful Sea            | Harry Caroll, Harold R. Atteridge                  | 3:15  |

## Discographie
- 1959, Contemporary Records - C-7565 (LP)

## Référence
- Lester Koenig, Liner notes de l'album Contemporary Records, 1959.